# Gâteau alsacien
 (août 2024).
 (novembre 2021).
Le gâteau alsacien est une pâtisserie traditionnelle réalisée avec des ingrédients simples et préparée à partir d'une pâte sucrée cuite au four.

## Origine
Le gâteau alsacien également connu sous le nom de Gesundheitskuchen ou gâteau de santé est une spécialités sucrée traditionnelle de la région d'Alsace, une région historique du nord-est de la France, dans la plaine du Rhin, située à la frontière avec l'Allemagne et la Suisse.

## Les ingrédients
C’est un gâteau traditionnel fait avec des ingrédients de base comme la farine, le sucre, le beurre, les œufs et le lait.